# Fly Geyser
Le Fly Geyser, aussi connu comme le Fly Ranch Geyser, est un petit geyser qui se trouve à environ 32 kilomètres au nord de Gerlach-Empire, dans le comté de Washoe, au Nevada. Le geyser est situé dans la vallée de Hualapai Flat (Désert de Black Rock) près de la Nevada State Route 34.

## Description
Il se trouve sur un ranch privé, le Fly Ranch, qui lui a donné son nom. Il s'agit d'un petit monticule aux couleurs variées, dues aux algues thermophiles qui poussent sur ses parois, et dont la forme est assez fantastique. Il est entouré d'une multitude de petites terrasses en travertin, et ses têtes multiples projettent des jets d'eau et de vapeur à environ 1,50 mètre de haut.

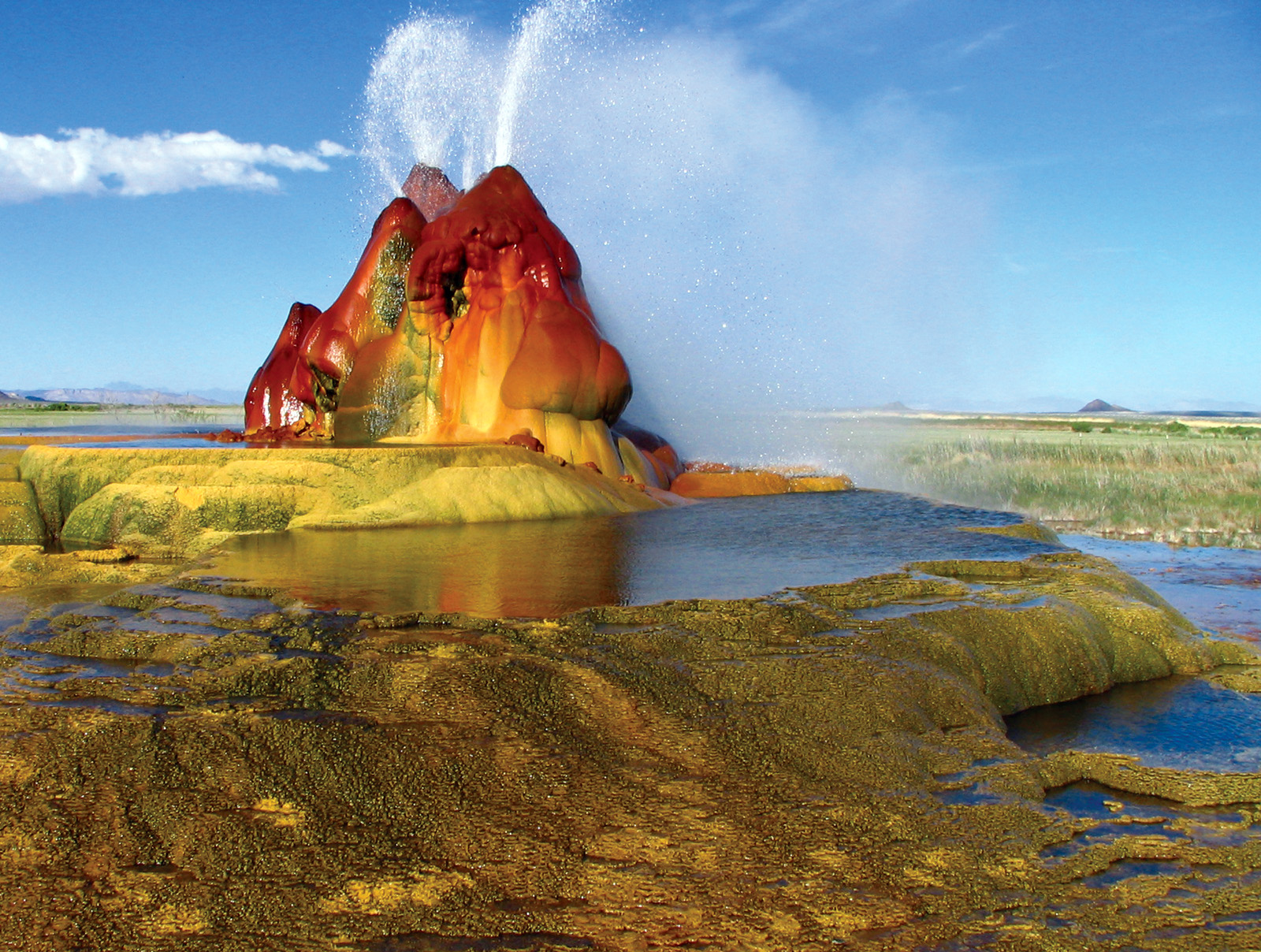
Vue de Fly Geyser en éruption et des terrasses à ses pieds.

## Formation
Fly Geyser n'est pas totalement naturel, même si dans le secteur les manifestations volcaniques sont fréquentes, sources d'eau chaudes comprises.
Le premier geyser sur le site a été formé en 1916 lorsqu’un puits a été foré pour trouver de l’eau d’irrigation. Puis, il fut créé par accident en 1964, lors du forage d'un deuxième puits destiné justement à exploiter l'énergie géothermique du sous-sol. L'eau, atteignant 93 °C, n'était pas assez chaude pour le but recherché, et le puits fut rebouché.
Mais manifestement pas assez pour empêcher les minéraux transportés par l'eau de s'accumuler à la surface, créant le tertre de travertin multicolore que l'on peut observer aujourd'hui et qui continue de grandir,.

## Accès
En juin 2016, l’organisation à but non lucratif Burning Man Project a acheté le Fly Ranch et ses 1 500 hectares, y compris le geyser, pour 6,5 millions de dollars,. L'organisation a commencé à offrir un accès public limité à la propriété en mai 2018, et le geyser fait partie de la visite. Fly Ranch est ouvert aux promenades guidées de trois heures dans la nature d’avril à octobre de chaque année.

### Pages connexes
- Burning Man Project
- Geyser
- Désert de Black Rock